# Krzysztof Mielcarek
Krzysztof Wojciech Mielcarek (ur. 25 września 1963 w Elblągu) – polski biblista, profesor nauk teologicznych, nauczyciel akademicki Katolickiego Uniwersytetu Lubelskiego Jana Pawła II.

## Życiorys
Ukończył IV Liceum Ogólnokształcące im. Tadeusza Kościuszki w Toruniu, a następnie w latach 1983–1987 studiował na Wydziale Teologii Katolickiego Uniwersytetu Lubelskiego, zaś w latach 1987–1989 odbył studia licencjackie w Instytucie Nauk Biblijnych na tejże uczelni. W latach 1989–1990 odbył roczny kurs w ekumenicznej szkole biblijnej w Holsbybrunn w Szwecji. W 1994 uzyskał stopień doktora nauk teologicznych na podstawie napisanej pod kierunkiem Józefa Kudasiewicza rozprawy pt. Jezus – Ewangelizator ubogich (Łk 4,16-30). Studium z teologii św. Łukasza. W latach 1997–1999 odbył studia licencjackie w Papieskim Instytucie Biblijnym w Rzymie. Od 1999 jest nauczycielem akademickim KUL, zaś od 2003 członkiem Stowarzyszenia Biblistów Polskich. W 2008 uzyskał stopień doktora habilitowanego nauk teologicznych ze specjalnością w zakresie biblistyki. W latach 2008–2012 pełnił funkcję kierownika Katedry Teologii Biblijnej Starego Testamentu, w latach 2012–2014 kierownika Katedry Egzegezy Ksiąg Narracyjnych Nowego Testamentu, zaś od 2017 jest kierownikiem Katedry Egzegezy Ewangelii i Pism Apostolskich KUL. W latach 2022-2023 był dyrektorem Szkoły Doktorskiej KUL. W 2025 otrzymał tytuł naukowy profesora nauk teologicznych w dyscyplinie nauki biblijne. 
Brał udział między innymi w przygotowaniu ekumenicznego przekładu Biblii.